# 동탄기흥로
동탄기흥로(Dongtangiheung-ro)는 화성시 방교동에서 용인시 기흥구 공세동 한보라마을입구 삼거리를 잇는 9.7km의 도로이다.

## 주요 경유지
경기도
- 화성시 (동탄동) 용인시 기흥구 (기흥동)

## 노선
| 이름                  | 접속노선                           | 소재지        | 소재지 | 비고                        |
| --------------------- | ---------------------------------- | ------------- | ------ | --------------------------- |
| (이름없음)            | 동탄산단4길                        | 화성시        | 동탄동 |                             |
| (교량이름 미상)       |                                    | 화성시        | 동탄동 |                             |
| (이름없음)            | 동탄산단8길                        | 화성시        | 동탄동 |                             |
| 벌말지하차도          |                                    | 화성시        | 동탄동 |                             |
| 동탄2교               |                                    | 화성시        | 동탄동 |                             |
| (이름없음)            | 동탄신리천로                       | 화성시        | 동탄동 |                             |
| (이름없음)            | 동탄청계로                         | 화성시        | 동탄동 |                             |
| 동북삼거리            | 동탄원천로                         | 화성시        | 동탄동 |                             |
| 차등천1교             |                                    | 화성시        | 동탄동 |                             |
| 한미약품교차로        | 노작로                             | 화성시        | 동탄동 |                             |
| 영천사거리            | 동탄순환대로                       | 화성시        | 동탄동 |                             |
| 영내사거리            | 동탄중앙로 동탄영천로              | 화성시        | 동탄동 |                             |
| 국제농업개발원입구    |                                    | 화성시        | 동탄동 |                             |
| 세미냉장삼거리        | 동탄기흥로681번길                  | 용인시 기흥구 | 기흥동 |                             |
| 고매교차로사거리      | 지방도 제318호선 (삼성2로)         | 용인시 기흥구 | 기흥동 |                             |
| 강동냉장사거리        | 공세로 동탄기흥로785번길           | 용인시 기흥구 | 기흥동 |                             |
| 공세1교               |                                    | 용인시 기흥구 | 기흥동 |                             |
| 공세IC교              |                                    | 용인시 기흥구 | 기흥동 |                             |
| 기흥교                |                                    | 용인시 기흥구 | 기흥동 |                             |
| 공세로입구삼거리      | 공세로                             | 용인시 기흥구 | 기흥동 |                             |
| 한일마을입구삼거리    | 한일로                             | 용인시 기흥구 | 기흥동 |                             |
| 한보라마을입구 삼거리 | 국가지원지방도 제23호선 (용구대로) | 용인시 기흥구 | 기흥동 | 상행 진입가능 하행 진출불가 |
| 용구대로와 직결       |                                    |               |        |                             |

## 주요 건물및 시설
- GS25 동탄방교리1점 (동탄기흥로 31/방교동 844-4)
- GS칼텍스 동탄2산단주유소 (동탄기흥로 161/방교동 827-3)
- CU 동탄YK프라자점 (동탄기흥로 565/영천동 358-37)
- 르노코리아 동탄대리점 (동탄기흥로 565/영천동 358-37)
- SK에너지 동탄자연주유소 (동탄기흥로 653/고매동 754-9)
- S-OIL 삼성주유소 (동탄기흥로 694/고매동 725-5)
- CU 기흥대로점 (동탄기흥로 697/고매동 696-1)
- HD현대오일뱅크 스마트주유소 (동탄기흥로 750/고매동 518-7)